# Coelorachis cylindrica
Coelorachis cylindrica là một loài thực vật có hoa trong họ Hòa thảo. Loài này được (Michx.) Nash mô tả khoa học đầu tiên năm 1909.